# Kóstas Nestorídis
Kóstas Nestorídis (en grec moderne : Κώστας Νεστορίδης, né le 15 mars 1930 à Athènes - mort le 12 décembre 2023) est un footballeur grec d’après guerre (1945-1968) occupant le poste d’attaquant puis plus tard d’entraîneur.

## Biographie
Il est l'un des premiers grands attaquants grecs. Il joue au Panionios Athènes et surtout à l'AEK Athènes où il est capitaine et inscrit au total 139 buts dans le championnat grec. 
Il est meilleur buteur du championnat cinq fois consécutivement : en 1959 (le championnat était alors régional), puis en 1960, 1961, 1962 et 1963 (championnat national).
Nestorídis n'a disputé que 17 matches (3 buts) sous le maillot de la sélection grecque.
En 1966-1967, il termine sa carrière dans le petit club de Vyzas Megara.
Après sa carrière de joueur, Nestorídis est devenu entraîneur. Il a coaché notamment l'AEK en 1982-1983.

## Palmarès
- Champion de Grèce en 1963 avec l'AEK Athènes
- Vainqueur de la Coupe de Grèce en 1964 avec l'AEK Athènes